# Willy Meyer Pleite

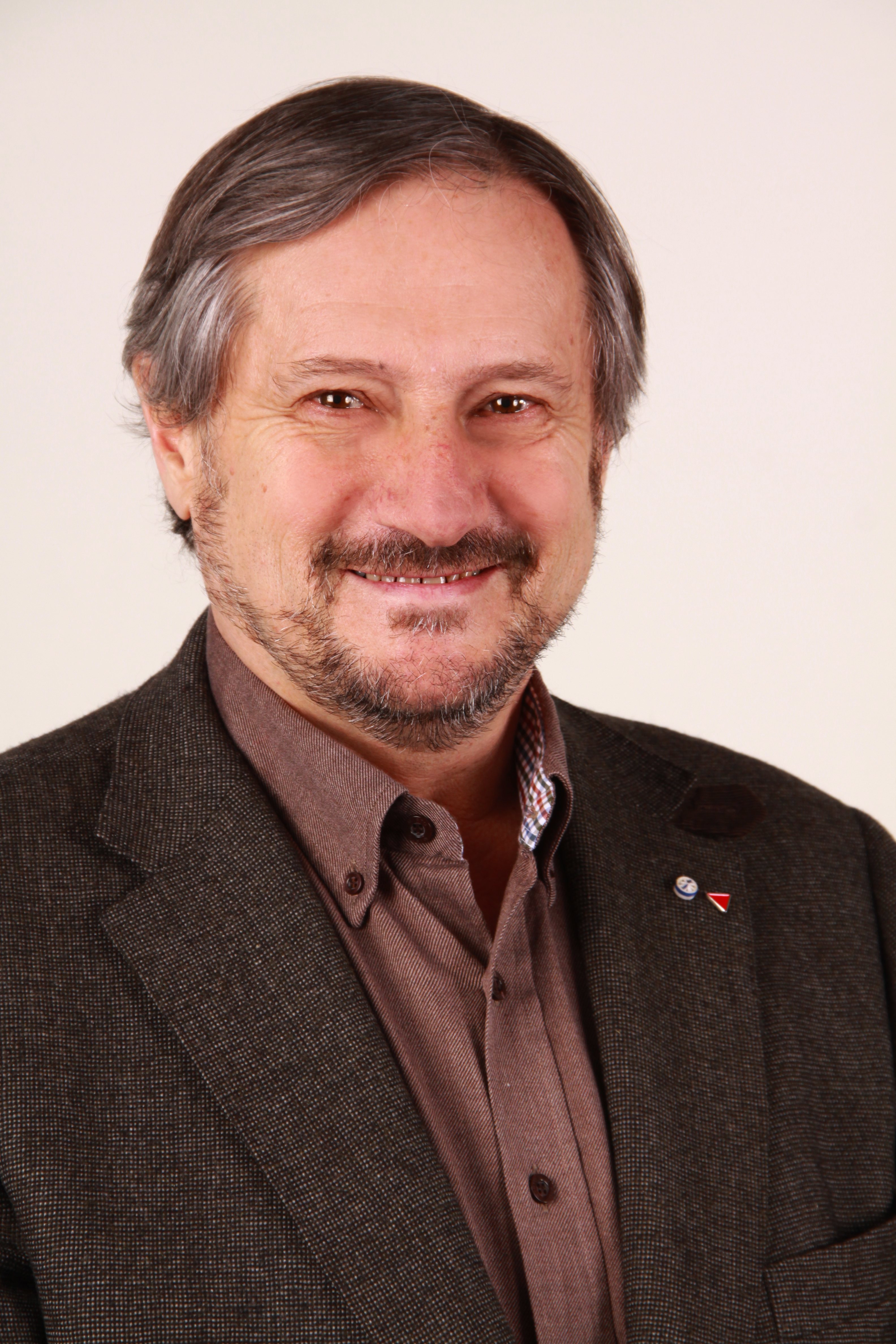
Willy Meyer (2014)

Willy Enrique Meyer Pleite (* 19. August 1952 in Madrid) ist ein spanischer Politiker der linksgerichteten Izquierda Unida (IU). Von 2004 bis 2014 war er Mitglied des Europäischen Parlaments in der Fraktion GUE-NGL.
Meyer schloss sich 1970, während der Franco-Diktatur, der illegalen Kommunistischen Partei Spaniens (PCE) an und trat als Studentenführer an der Wirtschaftswissenschaftlichen Fakultät der Universität Complutense Madrid hervor. Aufgrund dieser Tätigkeit wurde er bis 1975 mehrmals festgenommen und zweimal zu Haftstrafen verurteilt.
Meyer ist Mitglied des Vorstands der PCE und des Bündnisses Izquierda Unida (IU), in dem die PCE 1986 aufging. Er ist darin für internationale Beziehungen zuständig und gilt als Fachmann im Bereich der Sicherheits- und Verteidigungspolitik. 1987 bis 1991 war Meyer Stadtrat von Cádiz, 1996 bis 2000 wurde er Abgeordneter des spanischen Parlaments, wo er dem Innen- und dem Verteidigungsausschuss angehörte. Außerdem war er in dieser Zeit Mitglied der Parlamentarischen Versammlung der OSZE und der Nordatlantischen Versammlung (der parlamentarischen Versammlung der NATO).
Bei der Europawahl 2004 wurde er ins Europäische Parlament gewählt, wo er bis 2014 das einzige spanische Mitglied der Fraktion GUE-NGL war, deren Vorstand er auch angehört. In seiner ersten Legislaturperiode im Europäischen Parlament war er Mitglied im Ausschuss für Fischerei, im Petitionsausschuss und im Ausschuss für Auswärtige Angelegenheiten. Bei der Europawahl in Spanien 2009 wurde er als Spitzenkandidat der gemeinsamen Liste von IU und der katalanischen grünen Partei Iniciativa per Catalunya Verds (ICV) wiedergewählt. In der Legislaturperiode 2009–14 gehörte er dem Fischereiausschuss nicht mehr an, dafür ist er stellvertretender Vorsitzender im Petitionsausschuss.
Willy Meyer ist verheiratet und hat zwei Kinder. Seine Tochter Amanda Meyer ist ebenfalls Mitglied des Vorstands von IU.